# Strijkkwartet nr. 1 (Villa-Lobos)
Heitor Villa-Lobos componeerde zijn Strijkkwartet nr. 1 in 1915 tijdens een verblijf bij een andere Braziliaanse componist, Homero Barreto. Die woonde in Nova Friburgo.
Villa-Lobos was gedurende die tijd nog volop in zijn klassieke periode en leverde een klassiek strijkkwartet. Het enige afwijkende is de zesdelige indeling:
1. Cantilena (andante)
2. Brincadeira (allegretto scherzando)(een polka, een grapje)
3. Canto lyrico (moderato)
4. Cançoneta (andantino quasi allegretto)
5. Melancholia (lento)
6. Saltando como um Saci (allegro) (dansen als een duiveltje, naar een plaatselijke eenbenige sprookjesdwerg Saci Pereré)

De première vond plaats waar het werk is geschreven. Villa-Lobos componeerde rond die tijd veel kamermuziek en dit was zijn eerste stap op het gebied van strijkkwartet; het zouden er 17 worden.

## Bron en discografie
- Uitgave Briljant Classics; Quarteto Latinoamricano
- Uitgave Naxos: Danubius Quartet
- Uitgave Albany Records: Brazilian String Quartet

Strijkkwartet nr. 1 · Strijkkwartet nr. 2 · Strijkkwartet nr. 3 · Strijkkwartet nr. 4 · Strijkkwartet nr. 5 · Strijkkwartet nr. 6 · Strijkkwartet nr. 7 · Strijkkwartet nr. 8 · Strijkkwartet nr. 9 · Strijkkwartet nr. 10 · Strijkkwartet nr. 11 · Strijkkwartet nr. 12 · Strijkkwartet nr. 13 · Strijkkwartet nr. 14 · Strijkkwartet nr. 15 · Strijkkwartet nr. 16 · Strijkkwartet nr. 17